# روابط فنلاند و ناتو

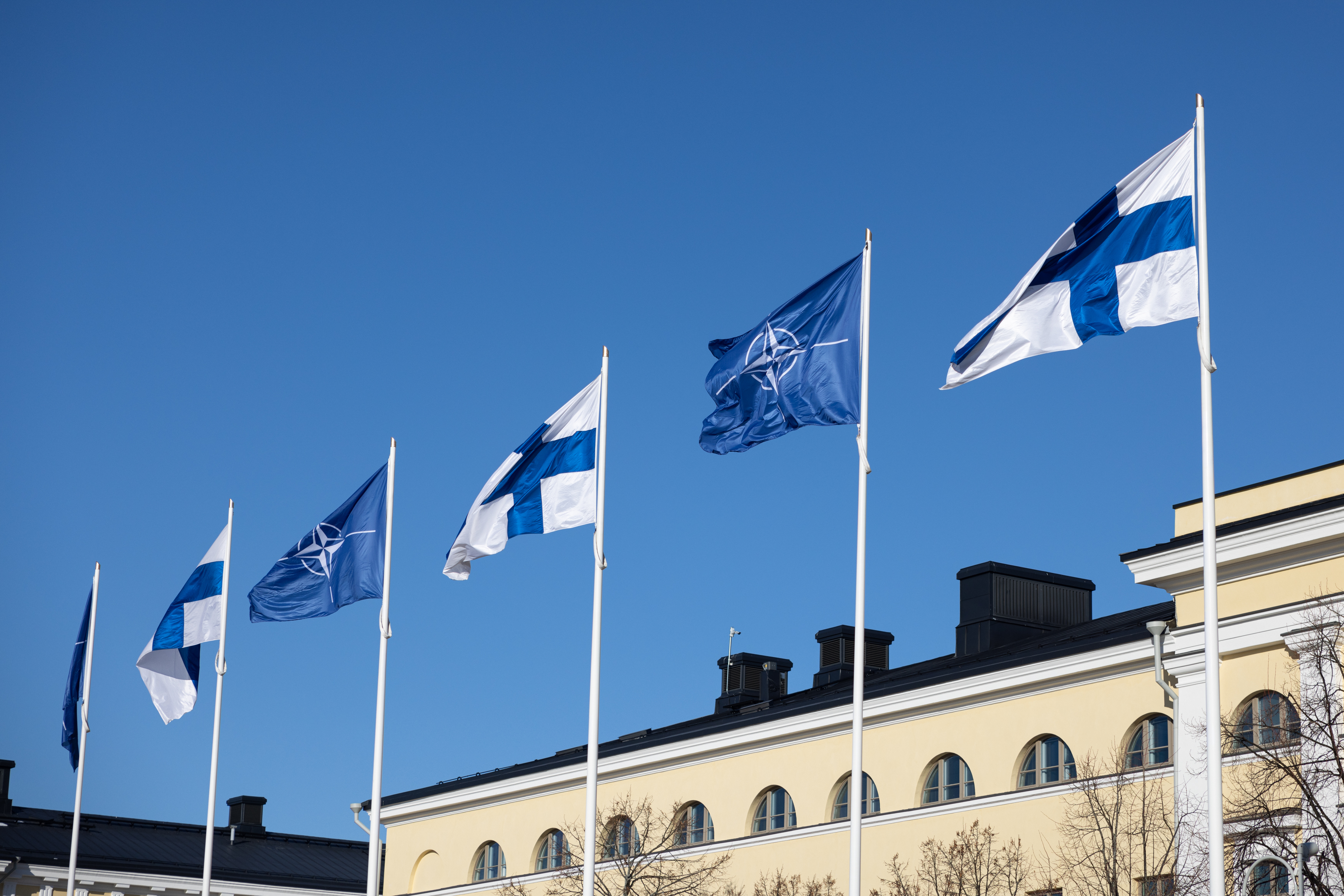
پرچم فنلاند و ناتو در مقابل وزارت امور خارجه فنلاند پس از الحاق به ناتو، ۴ آوریل ۲۰۲۳

جمهوری فنلاند در ۴ آوریل ۲۰۲۳ به عضویت سازمان پیمان آتلانتیک شمالی (ناتو) درآمد. با این حال فنلاند از سال ۱۹۹۴، زمانی که به برنامهٔ مشارکت برای صلح پیوست، دارای روابط رسمی با ناتو بوده‌است و از سال ۱۹۹۵ عضوی از اتحادیه اروپا (EU)، که تا حد زیادی با عضویت در ناتو همپوشانی دارد، بوده‌است.
فنلاند از لحاظ تاریخی موضع بی‌طرفی خود را در مواجهه با روابط اغلب پیچیده خود با روسیه حفظ کرده‌است. امکان عضویت پس از پایان جنگ سرد به موضوع بحث در این کشور تبدیل شد و پس از حمله روسیه به اوکراین، این کشور رسماً در ۱۸ مهٔ ۲۰۲۲ درخواست پیوستن به ناتو را ارائه داد.
در ۵ ژوئیهٔ ۲۰۲۲، ناتو پروتکل الحاق فنلاند را برای پیوستن به این اتحاد امضا کرد. تا پایان سپتامبر، ۲۸ کشور از ۳۰ کشور عضو ناتو پروتکل الحاق را تصویب کرده بودند، دو کشور باقی مانده ترکیه و مجارستان بودند که در پایان مارس ۲۰۲۳ آن‌ها نیز این پروتکل را تصویب کردند. فنلاند در تاریخ ۴ آوریل ۲۰۲۳ طی یک نشست برنامه‌ریزی‌شده رسماً به عضویت ناتو درآمد. که سریع‌ترین روند الحاق در تاریخ این معاهده بوده‌است. فنلاند دارای ۱٬۳۴۰ کیلومتر مرز با روسیه است، که بیش از معادل دو برابر مرز ناتو با روسیه است.

## تاریخچه
در پایان جنگ جهانی دوم، فنلاند مجبور شد روابط خود را با آلمان که علیه اتحاد جماهیر شوروی در ادامه جنگ متحد شده بود، قطع کند. پس از جنگ، سیاست خارجی فنلاند با دکترین پاآسیکیوی-ککونن هدایت شد که هدف این دکترین تضمین بقای فنلاند به عنوان یک کشور مستقل، دموکراتیک و سرمایه‌داری در کنار اتحاد جماهیر شوروی سوسیالیستی بود. این امر باید با حفظ روابط خوب با اتحاد جماهیر شوروی برای جلوگیری از جنگ با همسایه شرقی خود محقق می‌شد. دولت فنلاند به دلیل فشارهای اتحاد جماهیر شوروی از کمک‌های خارجی ایالات متحده آمریکا بر اساس طرح مارشال خودداری کرد. اندکی بعد، براساس معاهده فنلاند-شوروی ۱۹۴۸ که بین فنلاند و اتحاد جماهیر شوروی منعقد شد. جنگ سرد با فنلاندی شدن این کشور برجسته شد و در آن فنلاند استقلال اسمی خود را در امور داخلی حفظ کرد، در حالی که سیاست خارجی آن تابع ممانعت از درگیری با سیاست خارجی اتحاد جماهیر شوروی بود. در نتیجه فنلاند، برای دور ماندن از درگیری‌های قدرت‌های بزرگ، مواضع بی‌طرفی اتخاذ کرد و از پیوستن به ناتو خودداری نمود.
قبل از پیوستن به ناتو، فنلاند تقریباً در تمام زیر حوزه‌های برنامه مشارکت برای صلح شرکت داشت و نیروهای حافظ صلح را برای ماموریت‌های افغانستان و کوزوو فراهم کرد. کاغذ سفید دفاعی دولت فنلاند در سال ۱۹۹۷ قویاً از توسعه قابلیت همکاری برای حمایت از مدیریت بحران بین‌المللی مطابق با مفهوم PfP حمایت کرد. برنامه دفاعی ۱۹۹۸–۲۰۰۸ در ماه مه ۱۹۹۷ در آموزش "روح PfP" در شمال نروژ آغاز شد. فنلاند روابط نزدیکی با ناتو داشت و از اعضای خود تجهیزات نظامی از جمله هواپیماهای F-35 Lightning II خریداری کرد. قبل از اینکه فنلاند به‌طور جدی عضویت خود را دنبال کند، تجهیزات تازه خریداری شده برای مطابقت با استانداردهای ناتو مورد نیاز بود. علیرغم "همکاری طولانی مدت در زمینه تسلیحات با ناتو"، پس از الحاق، همچنان مواد ناسازگاری مانند تفنگ تهاجمی RK 62 را در اختیار داشت که تا پایان چرخه عمر خود از رده خارج نمی‌شد.
در آوریل ۲۰۱۴، زمانی که کارل هاگلند وزیر دفاع بود، دولت اعلام کرد که در حال مذاکره با یک یادداشت تفاهم با ناتو [fi] در مورد آمادگی فنلاند برای دریافت کمک نظامی و کمک به ناتو در تعمیر و نگهداری تجهیزات است. وی تأکید کرد که این تفاهم نامه گامی در جهت عضویت نیست. این توافقنامه که در سپتامبر ۲۰۱۴ امضا شد، به ناتو و فنلاند اجازه می‌دهد تا تمرین‌های مشترکی را در خاک فنلاند برگزار کنند و اجازه کمک به اعضای ناتو را در شرایطی مانند «فاجعه، اختلال، و تهدید امنیت» می‌دهد. به این ترتیب، فنلاند (و سوئد) در سال ۲۰۱۵ در تمرین چالش قطب شمال به رهبری ناتو شرکت کردند.